# XKeyscore
X-Keyscore — программа компьютерного слежения, используемая совместно Агентством национальной безопасности США, Управлением радиотехнической обороны Австралии и Службой безопасности правительственных коммуникаций Новой Зеландии. Предназначена для слежения за иностранными гражданами во всём мире, деятельность осуществляет с помощью более чем 700 серверов, расположенных в США и на территории стран-союзников США, а также в посольствах и консульствах США в нескольких десятках стран.
Основные рабочие центры программы в Австралии и Новой Зеландии:
- Пайн Гэп возле Алис-Спрингс, Австралия
- Шоэл-Бэй[англ.] возле Дарвина, Австралия
- Станция спутниковой разведки Австралии (Джералдтон)[англ.] возле Джералдтона, Австралия
- HMAS Harman[англ.] возле Канберры, Австралия
- Служба безопасности правительственных коммуникаций в долине Уэйхопаи[англ.], южный остров, Новая Зеландия.

Существование программы было раскрыто в июле 2013 года бывшим сотрудником АНБ Эдвардом Сноуденом в публикациях в газетах Sydney Morning Herald и O Globo. По данным O Globo, X-Keyscore выявляет гражданство иностранцев, анализируя язык, используемый в сообщениях электронной почты, перехваченных в странах Латинской Америки, особенно в Колумбии, Эквадоре, Венесуэле и Мексике. По данным журнала Der Spiegel, программа X-Keyscore также имеет возможность сохранять на протяжении нескольких дней метаданные и содержание перехваченных сообщений. В этой статье приведены примеры метаданных, которые X-Keyscore способна перехватывать.
Из документов, предоставленных Сноуденом, следует, что один из серверов системы X-Keyscore может находиться в Москве, предположительно в американском посольстве, а другие серверы могут располагаться в Киеве и Пекине.
Согласно документам Der Spiegel, полученным от Сноудена, немецкие спецслужбы BND (внешняя разведка) и BfV (контрразведка) получили возможность использовать X-Keyscore. В этих документах BND была охарактеризована как один из самых успешных партнёров АНБ в сборе информации. Из примерно 500 млн файлов, ежемесячно получаемых АНБ от коллег из ФРГ, порядка 180 млн оказывались в доступе спецслужбы благодаря X-Keyscore.

## Типы XKeyscore
Согласно документу с внутреннего сайта GCHQ, который был опубликован немецким журналом Der Spiegel в июне 2014 года, существует три различных типа системы Xkeyscore:
- Традиционный: первоначальная версия XKeyscore снабжается данными из низкоскоростных сигналов данных после обработки системой WEALTHYCLUSTER. Эта традиционная версия используется не только АНБ, но и на многих сайтах перехвата Qusman.
- Этап 2: эта версия XKeyscore используется для более высоких скоростей передачи данных. Сначала данные обрабатываются системой TURMOIL, которая отправляет 5 % интернет-пакетов данных в XKeyscore. GCHQ использует эту версию только для своей коллекции в рамках программы MUSCULAR .
- Deep Dive: эта последняя версия может обрабатывать интернет-трафик со скоростью 10 гигабит в секунду. Данные, которые могут быть полезны для разведывательных целей, затем отбираются и пересылаются с использованием «языка выбора GENESIS». GCHQ также управляет несколькими версиями XKeyscore для Deep Dive в трех местах под кодовым названием TEMPORA .